# Federazione cestistica del Marocco
La Fédération Royale Marocaine de Basket-Ball è l'ente che controlla e organizza la pallacanestro in Marocco.
La federazione controlla inoltre la nazionale di pallacanestro del Marocco e ha sede a Rabat.
È affiliata alla FIBA dal 1936 e organizza il campionato di pallacanestro del Marocco.